# Nesticus cellulanus
Espèce
Synonymes
- Araneus cellulanus Clerck, 1757
- Aranea cellularia Meyer, 1790
- Aranea crypticola Walckenaer, 1802
- Linyphia pallidula Blackwall, 1834
- Nesticus affinis Kulczyński, 1894
- Nesticus noctivaga Simon, 1913
- Theridion terrestre Emerton, 1924 nec Wider, 1834
- Theridion terrestrellum Roewer, 1942

Nesticus cellulanus est une espèce d'araignées aranéomorphes de la famille des Nesticidae.

## Distribution
Cette espèce se rencontre en Europe et en Turquie. Elle a été introduite en Amérique du Nord.

## Description

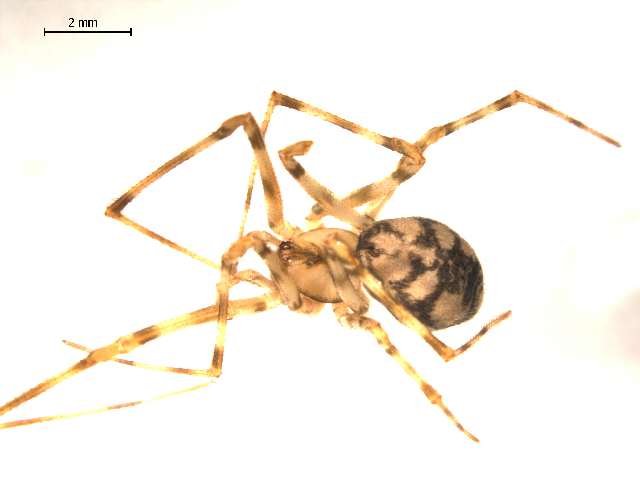
Nesticus cellulanus ♀

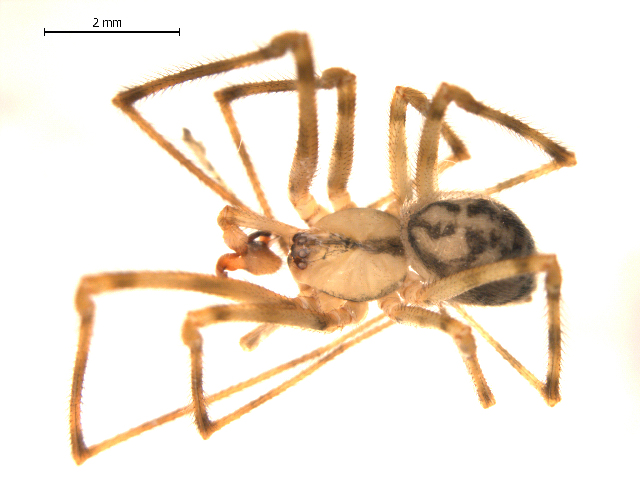
Nesticus cellulanus ♂

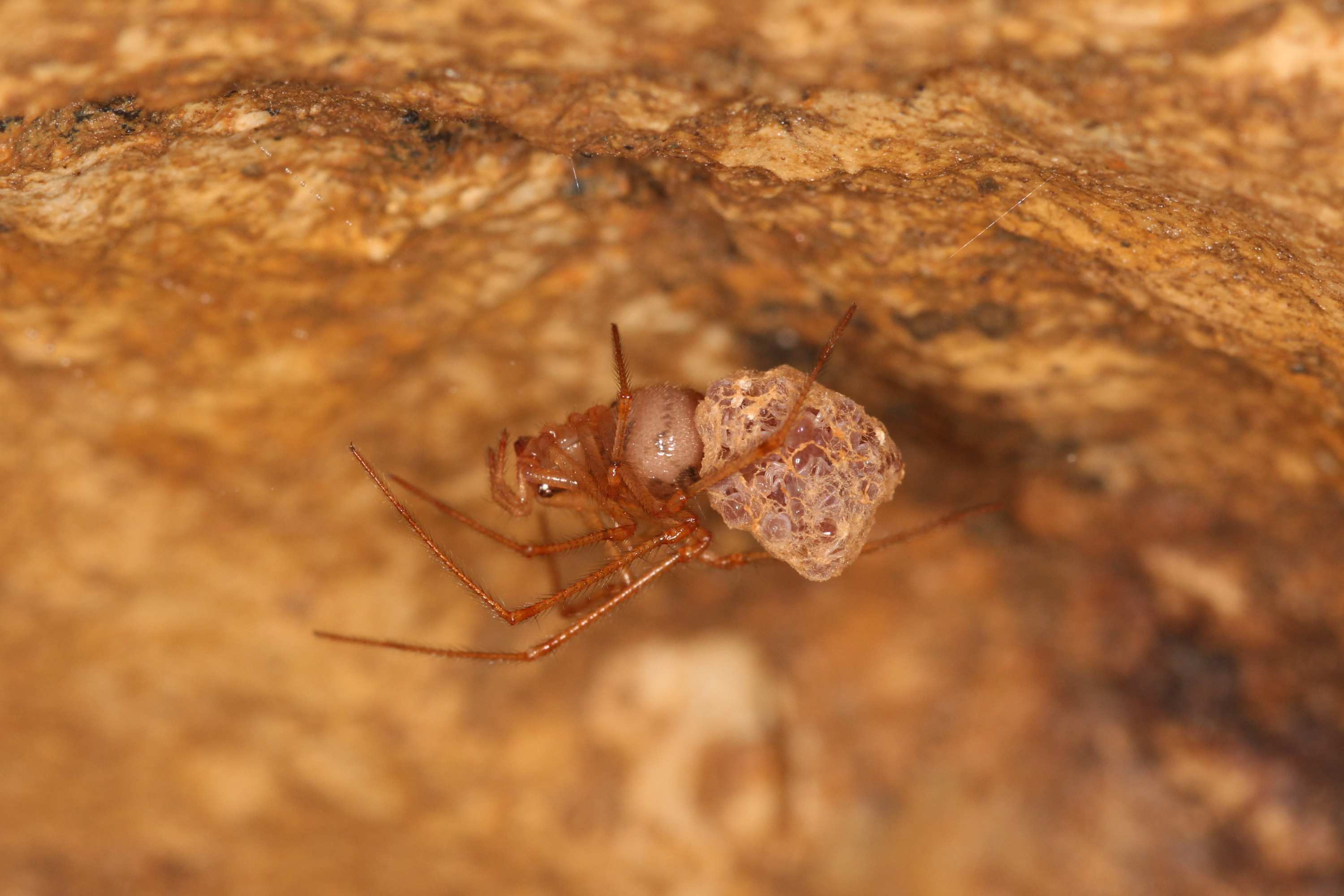
Nesticus cellulanus

Les mâles mesurent de 3,7 à 4,5 mm et les femelles de 4,5 à 5 mm.

## Liste des sous-espèces
Selon World Spider Catalog (version 22.0, 01/02/2021) :
- Nesticus cellulanus affinis Kulczyński, 1894
- Nesticus cellulanus cellulanus (Clerck, 1757)

## Publications originales
- Clerck, 1757 : Svenska spindlar, uti sina hufvud-slågter indelte samt under några och sextio särskildte arter beskrefne och med illuminerade figurer uplyste. Stockholmiae, p. 1-154.
- Chyzer & Kulczyński, 1894 : Araneae Hungariae. Budapest, vol. 2, p. 1-151.